# Mogens Glistrup
Mogens Glistrup (ur. 28 maja 1926 w Rønne, zm. 1 lipca 2008 w Kongens Lyngby) – duński prawnik i polityk, poseł do Folketingetu, założyciel i lider polityczny Partii Postępu.

## Życiorys
Ukończył studia prawnicze na Uniwersytecie Kopenhaskim, kształcił się następnie na UC Berkeley. Do 1981 praktykował w zawodzie prawnika.
Zyskał popularność telewizyjnym występem z 30 stycznia 1971, kiedy to tłumaczył, w jaki sposób uniknąć płacenia podatku dochodowego. 22 sierpnia 1972 powołał Partię Postępu, głoszącą skrajnie liberalne hasła, domagającą się m.in. radykalnego ograniczania biurokracji i sektora publicznego, jak też występującą przeciwko podatkom. W wyborach do Folketingetu w 1973 postępowcy niespodziewanie uzyskali 15,9% głosów i 28 miejsc w parlamencie. Jeden z mandatów poselskich przypadł Mogensowi Glistrupowi, polityk utrzymywał go w kolejnych wyborach (1975, 1977, 1979 i 1981). W 1983 został ostatecznie skazany na karę pozbawienia wolności za przestępstwa podatkowe, co wiązało się z jego osadzeniem w zakładzie karnym i wykluczeniem z parlamentu. Władzę w Partii Postępu przejęła wówczas Pia Kjærsgaard, reprezentująca bardziej pragmatyczne skrzydło partii. Mogens Glistrup ponownie zasiadał w Folketingecie w latach 1987–1990. Na początku lat 90. został wykluczony z założonego przez siebie ugrupowania. Powrócił do niego w 1999, gdy Partia Postępu znalazła się w kryzysie po opuszczeniu jej przez wszystkich posłów. Mogens Glistrup ponownie został jej liderem, w 2001 ugrupowanie pod jego przywództwem nie przekroczyło wyborczego progu. Polityk w międzyczasie zradykalizował swoje hasła, kierując je głównie przeciwko imigrantom i uchodźcom, był parokrotnie skazywany za wypowiedzi o charakterze rasistowskim.